# Tourville (sous-marin)
Pour les articles homonymes, voir Tourville et Tourville (navire).
Le Tourville (numéro de coque S637) est un sous-marin nucléaire d'attaque (SNA) français. Après le Suffren et le Duguay-Trouin, il est le troisième des six sous-marins de la classe Suffren. Il porte le nom du vice-amiral et maréchal de France Anne Hilarion de Costentin de Tourville.

## Historique
Sa construction s’inscrit dans le programme Barracuda, qui coordonne la mise en service de la deuxième génération de SNA de la Marine nationale. Elle commence le 28 juin 2011, avec la cérémonie de découpe de la première tôle à Cherbourg. Son nom est donné en mémoire du vice-amiral et maréchal de France Anne Hilarion de Costentin de Tourville.
Le sous-marin sort du hall de construction et est transféré sur son dispositif de mise à l’eau le 20 juillet 2023. La chaufferie nucléaire diverge le 24 avril 2024. Il débute ses essais en mer le 12 juillet 2024, et réalise sa première plongée le 17 juillet 2024.
Un peu plus de deux semaines après son départ, le Tourville regagne Cherbourg pour une intervention technique destinée à appliquer quelques correctifs.
Il est livré à la Marine nationale le 16 novembre 2024, soit seulement quatre mois après la première sortie en mer du bâtiment (il avait fallu deux ans pour la tête de série du programme Barracuda, le Suffren, et un an pour son premier jumeau, le Duguay-Trouin).
Il rejoint son port d'attache à Toulon le 27 novembre de la même année. Le 4 juillet 2025, il est admis au service actif.

## Équipage
Le Tourville a une capacité d’hébergement pour 65 membres d’équipage et des commandos.
Son premier commandant est le capitaine de frégate Guillaume Egret,. 
Le 11 septembre 2024, l’équipage Rouge du nouveau SNA est constitué lors d'une cérémonie au Fort Saint-Louis, à Toulon. 

## Caractéristiques militaires
Le Tourville est conçu pour des missions de guerre anti-sous-marine, d'opérations spéciales en haute mer, ou de frappes à l'aide du missile de croisière naval (MdCN) à plusieurs centaines de kilomètres.